# آیسا ادون
آیسا ادون (انگلیسی: Aissa Edon؛ زادهٔ تاریخ ورودی نامعتبر است) ماما اهل مالی است.
وی همچنین برندهٔ جوایزی همچون ۱۰۰ زن بی‌بی‌سی شده‌است.